# Жак Ансель
Жак Ансель (фр. Jacques Ancel; 22 липня 1879, Пармен, Іль-де-Франс, департамент Об, Франція — 1 грудня 1943) — французький географ, історик, геополітик, педагог, доктор наук, член Румунської академії.

## Біографія
Вивчав історію та географію, вчителював. Учасник Першої світової війни. Тричі був поранений, після чого відряджений до штабу французької східної армії, що воює з Османською імперією на Балканах.
Після закінчення війни займався посередницькими місіями з налагодження мирних відносин між Королівством Сербів, Хорватів та Словенців (Королівство Югославія) та Болгарією, які мали територіальні суперечки.
1930 року Ансель захистив докторський ступінь La Macédoine, étude de colonisation contemporaine («Македонія, дослідження сучасної колонізації»).
Читав лекції у Паризькому університеті та Інституті вищих міжнародних досліджень.
Кавалер ордена Почесного Легіону.

## Наукова діяльність
Автор низки книг з історії та взаємин балканських народів, політичної географії та геополітики Балкан.

## Вибрані праці
- Une page inédite de Saint-Simon, (1901),
- La Formation de la colonia du Congo Français (1843—1882), (Paris, 1902),
- L'unité de la politique bulgare, 1870—1919, (1919),
- Les Travaux et les jours de l'Armée d'Orient. 1915—1918, (1921),
- Manuel historique de la question d'Orient (1792—1923), (1923),
- Peuples et nations des Balkans (1926),
- Histoire contemporaine depuis le milieu du XIX siècle (avec la collaboration d'Henri Calvet). Manuel de politique européenne, histoire diplomatique de l'Europe (1871—1914), (1929),
- La Macédoine, étude de colonisation contemporaine (1930),
- Geopolitique, (Paris, 1936),
- Géographie des frontières, (Paris, 1938),
- Manuel Geographique de politique européenne, (Paris, 1940),
- Slaves et Germains, (Paris, 1945).